# Гранд каньон Енши
Гранд каньон Енши (на китайски: 恩施大峡谷) е гигантска карстова област в поречието на река Кинджянг в провинция Хубей, Китай.
Наричан е още Гранд каньон Муфу по името на бивше село в подножието му, станало част от градската агломерация Енши. Граничи с националния парк „Жанджайе“.
Дължината на каньона е около 35 км, а общата му площ е над 300 кв. км. Съдържа всички форми на карстовите скали – скални пукнатини, дълбоки пропасти, високи варовикови стълбове, скален мост, над 200 пещери, много водопади и най-дългата подземна река Енши. Карстовите форми са образувани от разпадането на разтворими скали като варовик, доломит и гипс. Карстовият релеф, под влияние на влажния климат е силно обрасъл с растителност. След дъжд над реката в каньона често се образува тесен и криволичещ облак, който по форма е оприличаван на дракон.
По време на периодите триас и перм на мястото на областта е имало древно море, където след след орогенезата, наречена в Китай Яншаниян, са се образували голямо количество варовикови пластове. След периода на образуване и издигане на терена под влияние на движението на пластовете, течащата вода и ерозията, постепенно се е оформил големият каньон.

## Забележителности
Гранд каньон Енши е определен в класация на CNN като едно от 40-те най-красиви и живописни места в Китай. Най-впечатляващи са скалните игли, които стоят отделени от основната скална маса. 4 от скалните игли имат собствени названия. Местността Цисинг и проломът Юънлон са двете най-забележителни природни части в каньона.
Проломът Юънлон е забележителен със своите водопади. В него е открита подземната река Енши с дължина около 70 км, от която са проучени около 50 км, което я прави най-дългата в целия свят. Над самата река има над 100 естествени шахти и проломи. В пролома са открити на над 200 пещери.
Край забележителностите за удобство на туристите са построени сгради и места за отдих в традиционен китайски архитектурен стил, най-често направени от дърво, какъвто е примерно „Мостът на стихиите“.
Местността Цисин е за любителите на екстремните разходки. През 2006 г. е направена пътека, врязана в скалите на пропастта, която свързва най-високите 2 части на каньона. Дълга е 488 м и се издига на 300 м височина. При мъгла или ниски облаци се създава впечатление за разходка в небето
Освен по стъпала, до местността се достига и с най-дългия ескалатор за разходка сред природата, открит на 1 октомври 2016 г. – деня на КНР. Дължината на съоръжението е 688 м, има капацитет от 7000 души на час и се преминава за 18 минути.
Гранд каньон Енши често е декор за китайските исторически филми. През 2012 г. американецът Дийн Потър извървява 40 м над пропастта на дълбокия 1800 м каньон по въже – бос, със слушалки на ушите и без осигурителни въжета.

## Галерия
- Скални игли
- Скални игли
- Скални игли
- Изглед от скалите
- Изглед от скалите
- Вход на пещера
- Пътеката над пропастта
- Пътеката над пропастта